# Olisthaerus substriatus
Olisthaerus substriatus — вид стафилинид подсемейства Olisthaerinae.

## Распространение
Этот вид распространён в Голарктическом регионе.

## Экология
Встречается под корой деревьев, в частности, хвойных пород.